# Université nationale de pédagogie de Séoul (métro de Séoul)
Université nationale de pédagogie de Séoul (en coréen : 교대역 et officiellement en anglais : Seoul National University of Education) est une station de correspondance entre la ligne 2 et la ligne 3 du métro de Séoul. Elle est située 294 Seochodaero Jiha, dans l'arrondissement de Seocho-gu à Séoul en Corée du Sud.
Mise en service en 1982, elle devient une station de correspondance en 1985, Elle est desservie par les rames omnibus qui circulent sur la ligne 2 et la ligne 3.

## Situation sur le réseau

Plan du réseau (2023)

Établie en souterrain, la station de correspondance Université nationale de pédagogie de Séoul est située : sur la ligne principale circulaire de la ligne 2 du métro de Séoul, entre la station Seocho, en direction de Hôtel de Ville, rotation dans le sens des aiguilles d'une montre sur la section circulaire, et la station Gangnam, en direction de Hôtel de Ville, rotation dans le sens inverse des aiguilles d'une montre sur la section circulaire ; elle est également située sur la ligne 3 du métro de Séoul, entre la station Terminal de bus express, en direction du terminus nord-ouest Daehwa, et la station Terminal des bus de Nambu, en direction du terminus sud/est Ogeum.

## Histoire
La station Université nationale de pédagogie de Séoul est mise en service le 23 décembre 1982, lors de l'ouverture à l'exploitation du tronçon de Complexe sportif à Université nationale de pédagogie de Séoul. Elle devient une station de correspondance le 18 octobre 1985, lors de l'ouverture de la station de la ligne 3.

## Services aux voyageurs

### Accès et accueil
Établie au 294 Seochodaero Jiha, la station dispose de 15 accès, numérotés de 1 à 15. Des escaliers, escaliers mécaniques et ascenseurs permettent les circulations piétonnes entre les différents niveaux. Elle est notamment équipée d'automates pour l'achat de titres de transport. Les quais des stations sont équipés de portes palières.

### Desserte

#### Station ligne 2
Université nationale de pédagogie de Séoul est desservie par les rames omnibus qui circulent sur la ligne 2.

Installations ligne 2
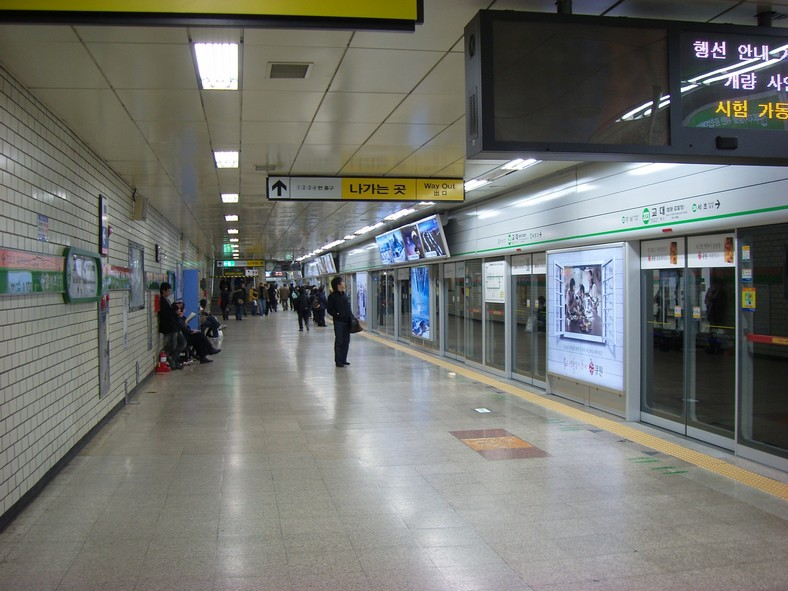
En 2007.
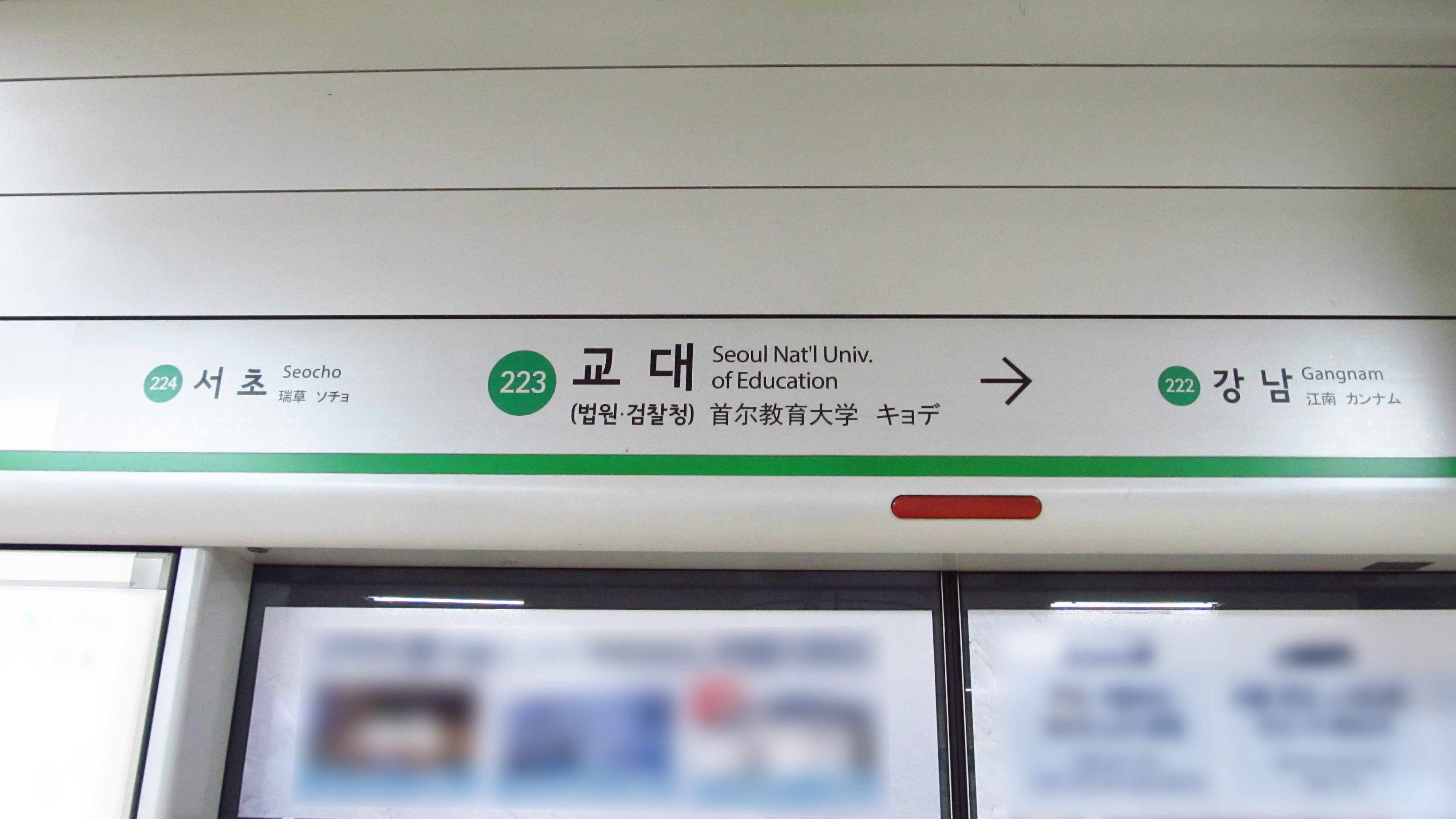
En 2018.
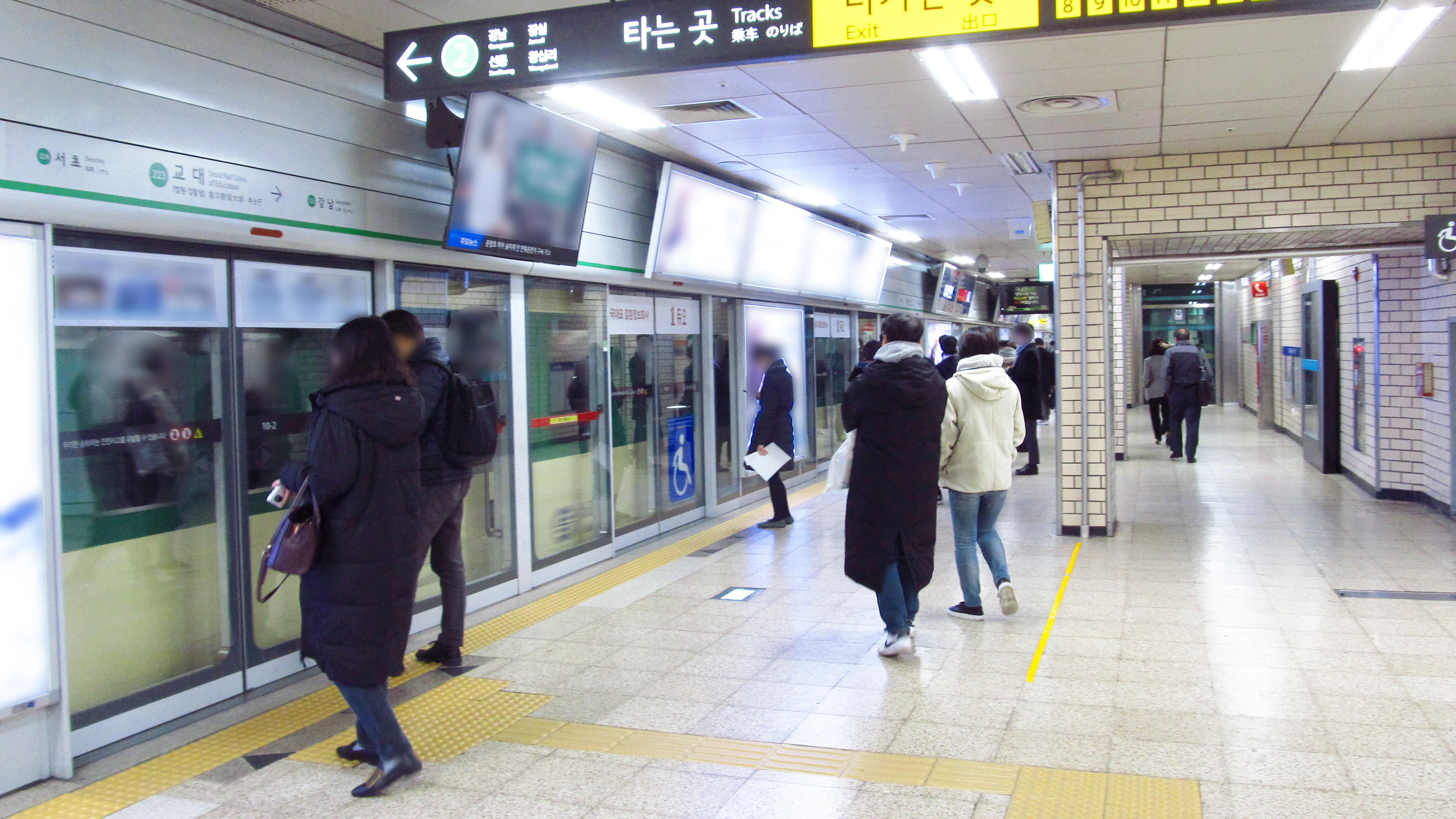
En 2018.

#### Station ligne 3
Université nationale de pédagogie de Séoul est desservie par les rames omnibus et express qui circulent sur la ligne 3.

Installations ligne 3
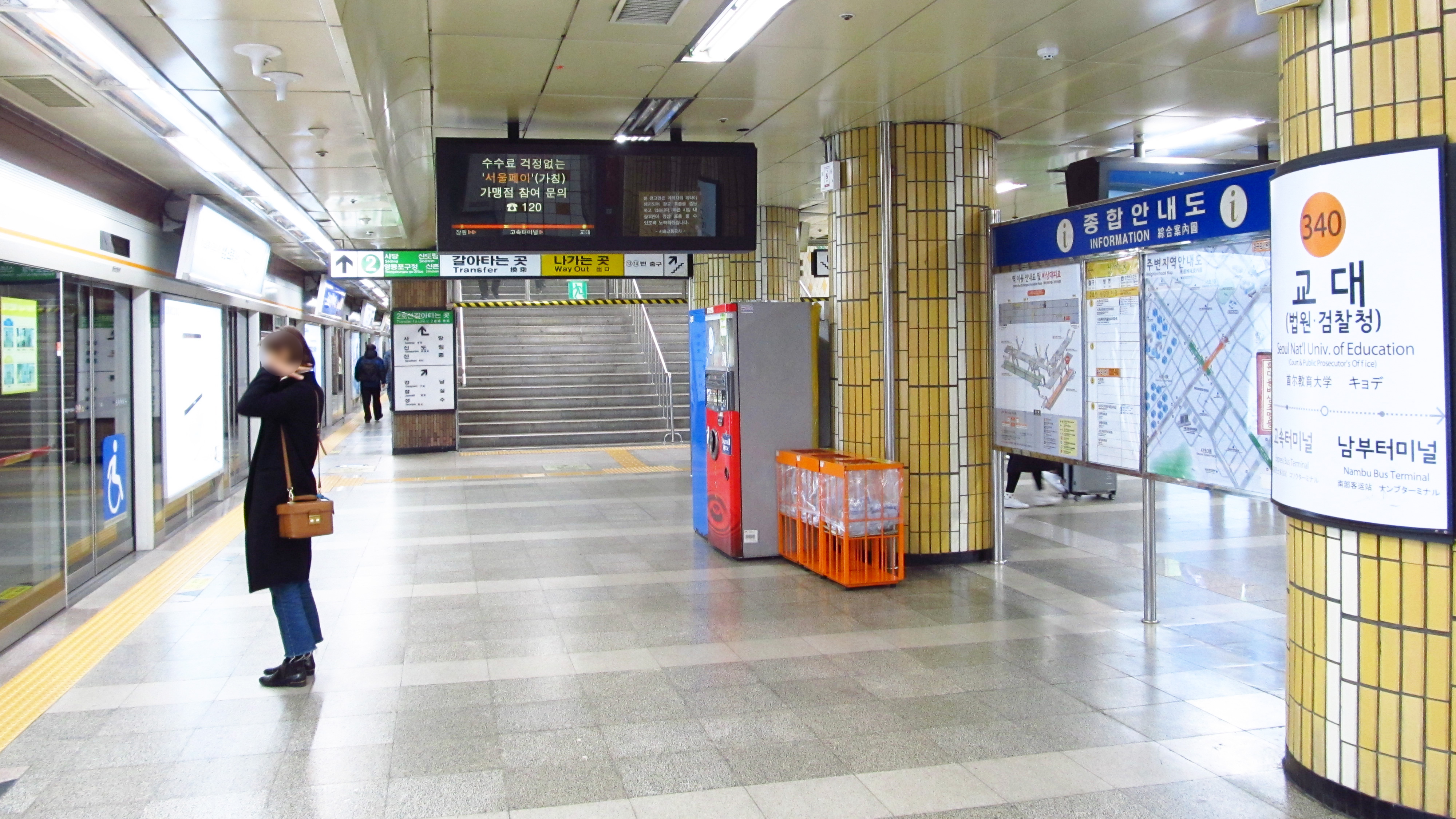
En 2018.
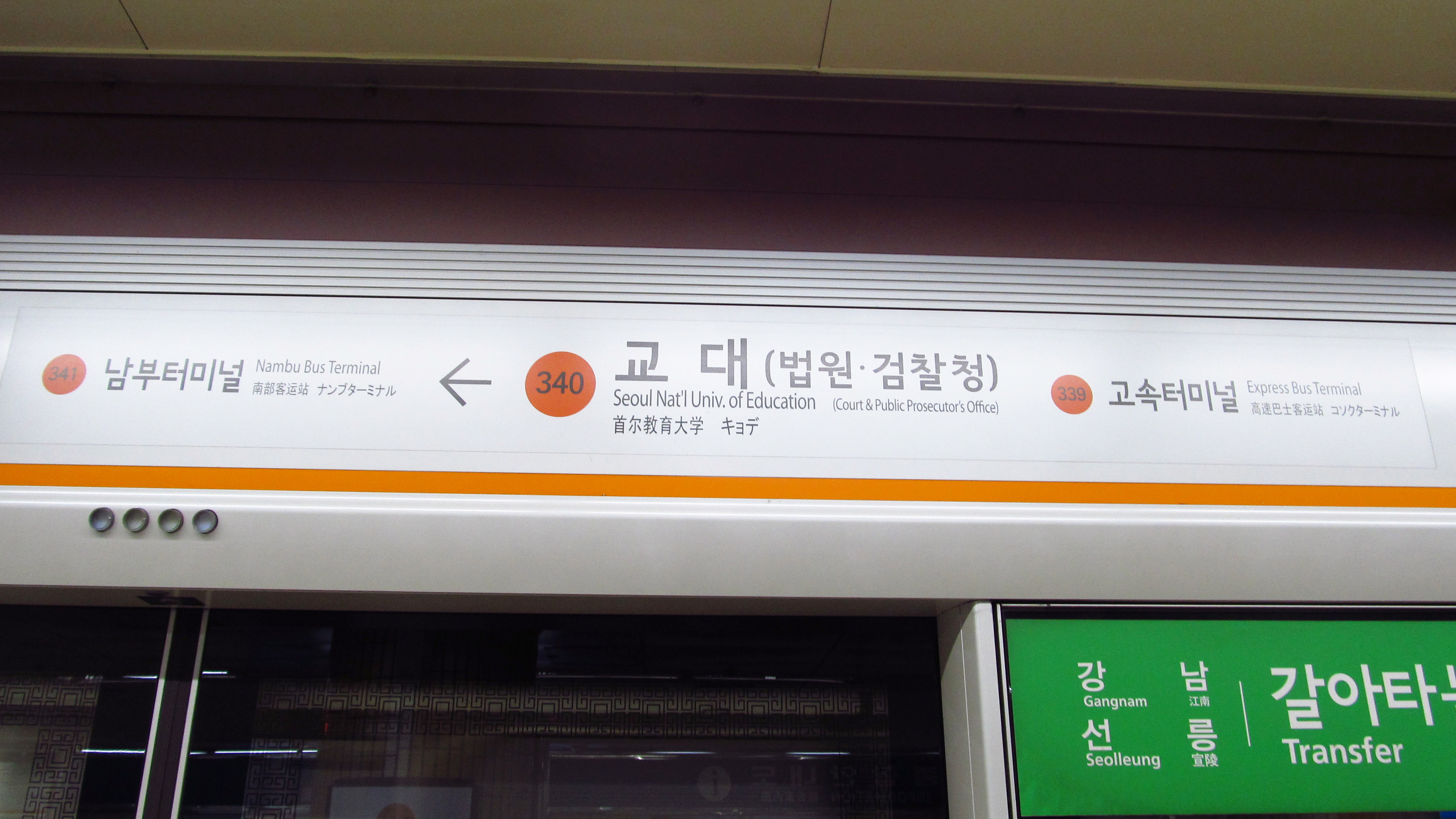
En 2018.
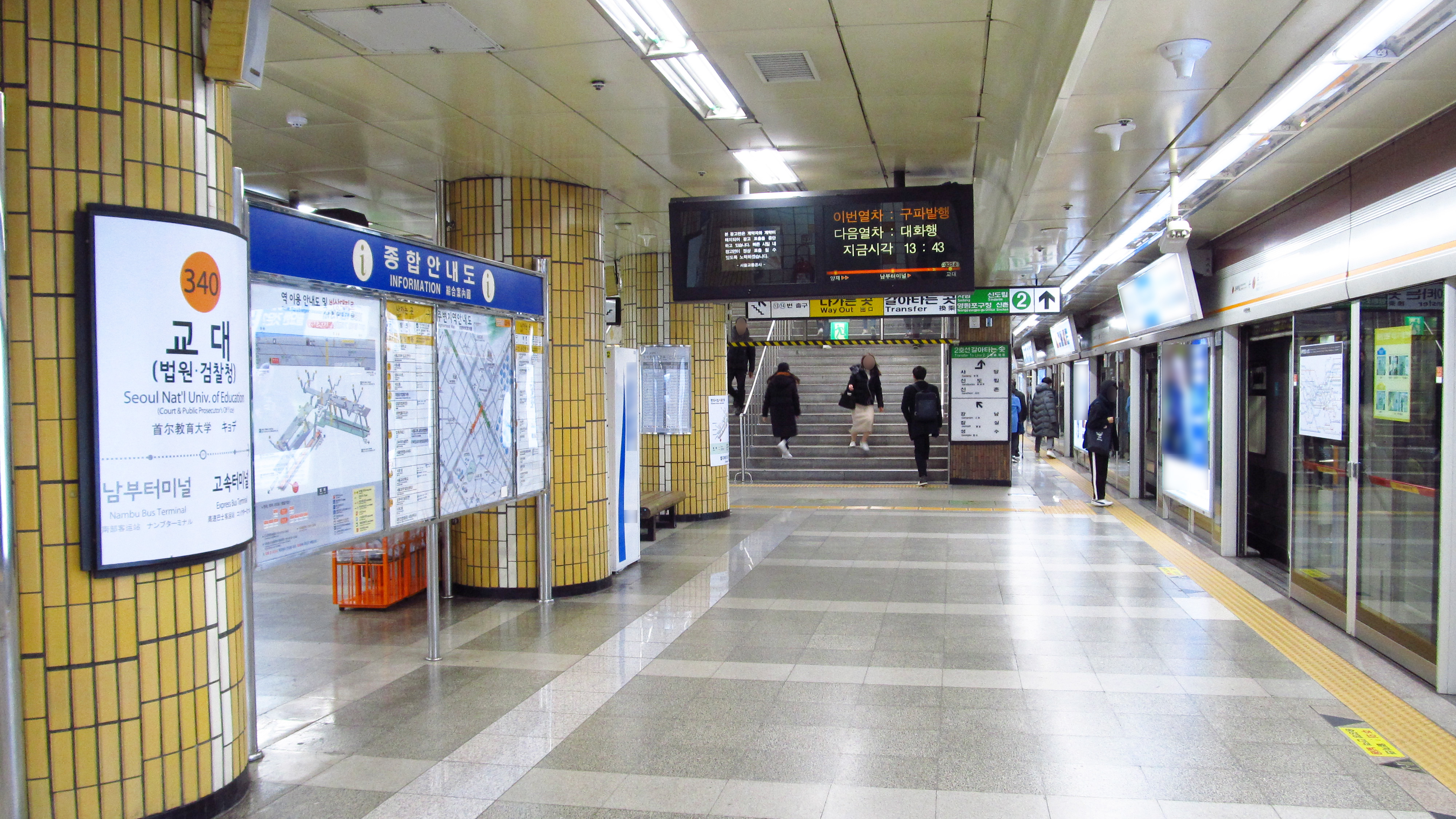
En 2018.

### Intermodalité
Des arrêts de bus urbains sont situés à proximité de certains accès.

## À proximité
Elle dessert notamment l'Université nationale de pédagogie de Séoul.